# Saccopteryx canescens
Saccopteryx canescens é uma espécie de morcego da família Emballonuridae. Pode ser encontrada na região amazônica da América do Sul.